# 3016 Meuse
3016 Meuse este un asteroid din centura principală, descoperit pe 1 martie 1981 de Henri Debehogne.